# Governatorato del Paraguay
Il governatorato del Paraguay (in spagnolo:Gobernación del Paraguay), chiamato inizialmente governatorato del Guayrá, fu un organo amministrativo coloniale dell'Impero spagnolo il cui nucleo diede origine alla Repubblica del Paraguay.

## Antecedenti
La capitolazione (contratto in cui una delle parti fisse era la Corona di Spagna) stipulata tra Pedro de Mendoza e la stessa Corona nel 1534 aveva di fatto creato il primo Governatorato Gigante delle Indie che ebbe come centro più importante la città di Asunción, fondata con ogni probabilità nel 1537 da Juan de Salazar y Espinosa. Questo governatorato dai confini vaghi, che si estendevano grosso modo dall'Amazzonia al Río Negro in Patagonia, venne in seguito chiamato indistintamente "del Río de la Plata" o "del Paraguay".
La rapida e produttiva colonizzazione spagnola del Perù tolse presto ogni autonomia al nuovo governatorato, che fu giudicato territorio minore e incorporato al Viceregno del Perù; la pressione dei forti interessi dei mercanti stabilitisi a Lima rinchiuse il Río de la Plata in una prigione economica, con il divieto di negoziare direttamente sia con la Spagna che con le altre entità dell'impero. Sotto il piano giuridico, il governatorato fu sottoposto alla competenza dell'Audiencia Reale di Charcas.
Nel frattempo, nel 1560 il territorio interessato aveva subito uno smembramento con la creazione da parte del Viceré Andrés Hurtado de Mendoza del governatorato di Santa Cruz de la Sierra.

## Creazione dei governatorati del Río de la Plata e del Guayrá
La cedola reale promulgata il 16 dicembre 1617 da Filippo III divise l'antico Governatorato del Río de la Plata e del Paraguay in due nuovi governatorati, chiamati governatorato del Río de la Plata e governatorato del Guayrá o del Paraguay.
Con due successive cedole reali, rilasciate negli anni 1625 e 1626, il re stabilì di aggregare al Governatorato del Río de la Plata le riduzioni gesuite del Paraná e del Paraguay.
Nel 1724 una cedola reale incaricò i vescovi di Asunción e di Buenos Aires di stabilire definitivamente i confini tra i due governatorati e i due episcopati. Nel 1750 il trattato di Madrid stabilì i confini tra Spagna e Portogallo abolendo il precedente trattato di Tordesillas; per il governatorato del Paraguay ciò comportò la perdita del Guayrá (territorio compreso tra il fiume Paraná e l'Oceano Atlantico), la provincia di Itatín e la regione di Cuyabá.
I confini tra i due governatorati furono modificati ancora nel 1761. Nel 1776 un'altra cedola reale creò il viceregno del Río de la Plata, che comprendeva i territori di Argentina, Uruguay, Bolivia, Paraguay e Rio Grande do Sul; Buenos Aires fu designata come capitale della nuova entità. Il territorio del viceregno fu diviso in 4 governatorati militari e 8 intendenze, tra le quali l'Intendenza del Paraguay.

## Governatori del Paraguay[7]
| Gobernador                               | Año         |
| ---------------------------------------- | ----------- |
| Manuel de Frías                          | 1618 - 1625 |
| Pedro de Lugo y Navarra                  | 1625 - 1631 |
| Luis de Céspedes García Xeria            | 1631 - 1636 |
| Martín de Ledesma Valderrama             | 1636 - 1641 |
| Gregorio de Hinestrosa                   | 1641 - 1645 |
| Diego de Escobar Osorio                  | 1645        |
| Bernardino de Cárdenas                   | 1645        |
| Sebastián de León y Zárate               | 1646 - 1650 |
| Antonio Garabito de León                 | 1650 - 1653 |
| Cristóbal de Garay y Saavedra            | 1653 - 1656 |
| Juan Antonio Blázquez de Valverde        | 1656 - 1659 |
| Alonso Sarmiento de Sotomayor y Figueroa | 1659 - 1663 |
| Juan Díaz de Andino                      | 1663 - 1671 |
| Francisco Reja Corvalán                  | 1671 - 1676 |
| Diego Ibáñez de Farías                   | 1676 - 1681 |
| Juan Díaz de Andino                      | 1681 - 1684 |
| Antonio de Vera Mujica                   | 1684        |
| Alonso Fernández Marcial                 | 1684 - 1685 |
| Francisco de Monfort                     | 1685 - 1692 |
| Sebastián Félix de Mendiola              | 1692 - 1696 |
| Juan Rodríguez Cota                      | 1696 - 1702 |
| Antonio de Escobar y Gutiérrez           | 1702 - 1705 |
| Sebastián Félix de Mendiola              | 1705 - 1706 |
| Baltazar García Ros                      | 1706 - 1707 |
| Manuel de Robles Lorenzana               | 1707 - 1713 |
| Juan Gregorio Bazán de Pedraza           | 1713 - 1716 |
| Andrés Ortiz de Ocampo                   | 1716 - 1717 |
| Diego de los Reyes Balmaceda             | 1717 - 1721 |
| José de Antequera y Castro               | 1721 - 1722 |
| Diego de los Reyes Balmaceda             | 1722        |
| José de Antequera y Castro               | 1722 - 1725 |
| Bruno Mauricio de Zabala                 | 1725        |
| Martín de Barúa                          | 1725 - 1731 |
| Rivolta dei comuneros                    | 1731 -1733  |
| Manuel Agustín de Ruiloba y Calderón     | 1733        |
| Juan de Arregui Zábala y Gutiérrez       | 1733 - 1734 |
| Cristóbal Domínguez de Ovelar            | 1734 - 1735 |
| Bruno Mauricio de Zabala                 | 1735        |
| José Martín de Echauri                   | 1735 - 1741 |
| Rafael de la Moneda                      | 1741 - 1747 |
| Marcos José Larrazábal                   | 1747 - 1750 |
| Jaime Sanjust                            | 1750 - 1761 |
| José Martínez Fontes                     | 1761 - 1764 |
| Fulgencio Yegros y Ledesma               | 1765 - 1766 |
| Carlos Morphi                            | 1766 - 1772 |
| Agustín Fernando de Pinedo               | 1772 - 1778 |
| Pedro Melo de Portugal                   | 1778 - 1783 |